# Nortec Collective
Nortec Collective es un colectivo mexicano de música electrónica/nortech formado en 1999 en la ciudad de Tijuana, Baja California. lo conformaron Bostich, Clorofila, Hiperboreal, Panoptica y Fussible, Nortec, además de ser el nombre de un tipo de sonido contemporáneo, es principalmente un colectivo de música formado en la ciudad de Tijuana en México, cuyo objetivo es la realización de música electrónica mezclada con norteña así como con banda sinaloense y tambora. Nortec es también conocido como Nortec Collective y cada integrante realiza proyectos por separado. Cada músico produce sus LP con el símbolo del Colectivo Nortec y bajo el sello discográfico Mil Records o con la disquera en donde esté grabando. Los integrantes también han realizado acoplados en donde cada uno pone un tema especial para el LP.
Actualmente la agrupación tiene contratos con EMI Music y Nacional Records y aún no se deciden entre lanzar un nuevo trabajo o seguir influyendo sobre “Tijuana Sessions Vol. 2”.
En julio del 2014 Nortec Collective anuncio en su red social que terminado su nuevo material Motel Baja se separarían (Bostich y Fussible) para seguir en caminos separados, no se especificó el motivo de la separación.
Esto causó la sorpresa de sus fanes.

## Integrantes
- Bostich (Ramón Amezcua)
- Fussible (Pepe Mogt)

## Exintegrantes
- Hiperboreal (Pedro Gabriel Beas)
- Clorofila (Jorge Verdín)
- Murcof (Fernando Corona Murillo) aka. Terrestre
- Plankton Man (Ignacio Chávez Uranga)
- Panóptica (Roberto Méndoza) aka. Panóptica Orchestra
- Diodo (Jorge Gonzalez) aka. Resistencia

## Colaboradores
- Balboa
- Bryce Kushnier (Vitamins for You)
- Alan Parsons (A Valid Path 2004)
- Luis Elorza
- Jessie Evans
- Toby Dammit
- Polux González (Tributo Rigo Tovar - Voz)
- Argenis Brito (Sr. Coconut)
- Kylie Swennson (Loquat)
- Adrián D'Argelos (Babasónicos)
- David J (Bauhaus)
- Wolfgang Flür (Kraftwerk)
- Gil Cerezo (Kinky)
- Rubén Albarán (Café Tacvba)
- Iván Trujillo (Trompeta)
- Pliego Villarreal (Kinky - Bajo)

## Discografía
- Nortec Sampler (1999)
- Spaced Tj Dub (1999)
- Nortec UNO (2000)
- Nortec DOS (2000)
- Nortec Experimental (2001)
- Tijuana Sessions Vol. 1 (2001)
- Tijuana Sessions Vol. 2 (2002) (Por diferencias con el sello Palm Pictures tuvo que ser renombrado como Vol. 3)
- Tijuana Sessions Vol. 3 (2005)

### Álbumes por separado
- Bostich+Fussible Remixes (2000)
- Fussible: Odyssea (2001)
- Fussible: No one over 21 (2001)
- Plankton Man vs Terrestre (2002)
- Terrestre vs Plankton Man (2003)
- Terrestre: Secondary Inspection (2004)
- Nortec Collective presents:Bostich+Fussible - Tijuana Sound Machine(2008)
- Nortec Collective presents:Bostich+Fussible - Boulevar 2000(2010)
- Nortec Collective presents:Clorofila - Corridos Urbanos(2011)
- Nortec Collective presents:Hiperboreal - Border Revolver(2011)
- Nortec Collective presents:Bostich+Fussible - Motel Baja(2014)
- Clorofila: Ahorita Vengo (2014)
- Nortec Collective presents:Bostich+Fussible - De Sur A Norte(2022)

### Participaciones en Soundtracks
- Banda sonora de Vivir mata. "Polaris/Bostich"
- Banda sonora de Efectos Secundarios. "Tengo la voz/Bostich"
- Banda sonora de Una Película de Huevos. "Tengo la voz/Bostich"
- Banda sonora de Rosario Tijeras. "Rosarito/Bostich"
- Banda sonora del Videojuego Fifa 05. "Almada/Clorofila"
- Banda sonora del Videojuego Fifa 06 World Cup. "Tijuana makes me happy/Fussible"
- Banda sonora de Tijuana Makes Me Happy de Dylan Riis Verrechia. "Tijuana makes me happy/Fussible"
- Banda sonora de Babel. "Babel"
- Banda sonora del videojuego Fifa Street 2. "Tijuana bass/Bostich"
- Banda sonora de Fast Food Nation. "Don Loope/Hiperboreal"
- Banda sonora de Rudo y Cursi. "Árboles de la barranca/Bostich+Fussible"
- Banda sonora del videojuego MLB 2K9. "Tengo la voz/Bostich"
- Banda sonora de Paradas continuas "Sastre del diablo/Hiperboreal+Clorofila & Adrian Dargelos"
- Banda sonora del videojuego Kinect Adventures. "Norteña del sur/Bostich" y "Tengo la voz/Bostich"
- Banda sonora de T.U.F.F. Puppy. "Shake It Up/Bostich+Fussible"
- Banda sonora de Jack & Jill. "Tengo la voz/Bostich"

## Presentaciones
- 7 °Festival Internacional Chihuahua, Explanada del CCPN Ciudad Juárez

- Musicalización del Pabellón Mexicano en la FERIA INTERNACIONAL DE HANNOVER, Alemania por Bostich y Fussible, 1999.

- Musicalización de El Zócalo de la Ciudad de México por Bostich y Fussible para la Celebración de la llegada del año 2000, ante más de 150.000 espectadores y televisado Internacionalmente..

- Coachella Valley Music and Arts Festival, Indio, California, 18 de abril de 2003.

- 32 º Festival Internacional Cervantino, Guanajuato, México. 2004.

- 37 º Festival Internacional Cervantino, Guanajuato, México. 2009.

- Ideas Fusion Encuentro, Tijuana, México. 2004.

- Palacio de Bellas Artes, Ciudad de México. Junio de 2006.

- FERIA NACIONAL DE SAN MARCOS 2007 FNSM07 (Aguascalientes, Ags) abril de 2007.

- Hard Rock Live, Ciudad de México. 16 de septiembre de 2007.

- Festival Internacional Alfonso Ortiz Tirado (Álamos, Sonora) enero de 2007.

- Foro de la Universidad ITESO( Instituto Tecnológico y de Estudios Superiores de Occidente)(Guadalajara de Jalisco) febrero de 2009

- FORUM Universal de las Culturas Monterrey 2007. (Acompañados de la Banda Agua Caliente) 11 de noviembre de 2007

- Ediciones pasadas y actuales del festival Vive Latino.

- Bostich + Fussible Secret Show en el Pasagüero, México DF, 15 de agosto de 2008

- Bostich + Fussible WOMAD UK 2008.

- MTV3s Bostich + Fussible.

- Bostich + Fussible Eurockéenn

es Francia 2008.
- Bostich + Fussible Premios MTV Latinoamérica 2008.

- Bostich + Fussible Street Scene, San Diego EE. UU. 2008.

- Bostich + Fussible Juicy Beats Colonia Alemania 2008.

- Bostich + Fussible Mutek.mx 2008.

- Bostich + Fussible Grammy's 2009.

- Bostich + Fussible Unifest, Mexicali, México 2009.

- Bostich + Fussible MUTEK_10, Montreal Canadá 2009.

- Bostich + Fussible Vive Latino 2009

- Bostich + Fussible Sunset Junction Festival 2009, Los Angeles CA

- Bostich + Fussible Ariano Folkfestival 2009, Ariano Irpino Italia.

- Bostich + Fussible Outside Lands Festival, San Francisco, CA.

- Bostich + Fussible Street Scene Festival de San Diego CA.

- Nortec Collective: Bostich + Fussible Con La Orquesta de Baja California, en el cierre del festival Entijuanarte 2009: Frontera Creativa, 4 de octubre de 2009, Tijuana, BC, México.

- Nortec Collective: Bostich + Fussible Con La Banda de Música de Zacatecas, en el cierre del Festival Cervantino 2009

- Nortec Collective: Bostich + Fussible en Morelia Michoacán

- Nortec Collective: Bostich + Fussible en el cierre de la edición 26 del Festival de México, el 28 de marzo de 2010

- Nortec Collective: Bostich + Fussible en la protesta de la ley "SB1070" Antiinmigrantes de Arizona

- Nortec Collective: Bostich + Fussible en la inauguración de la 2.ª edición de Campus Party México, agosto de 2010

- Nortec Collective: Bostich + Fussible en el Woodstock Plaza en Santiago, Nuevo León el 5 de junio de 2010

- Nortec Collective: Bostich + Fussible cierran el Vive Latino 2011.

- Bostich + Fussible Grammy's 2011.

- Nortec Collective: Bostich + Fussible Parte De La Inauguración de los XVI Juegos Panamericanos Guadalajara 2011 [Polaris (Versión editada especialmente para el evento) y Tijuana Sound Machine]

- Nortec Collective: Bostich + Fussible Presentación principal en Universidad La Salle México en concierto de 50 Aniversario, 26 de octubre de 2011.

- Nortec Collective: Bostich + Fussible Presentcion oficial en la Celebración de la inauguración de la Feria EXPOMEX en su 155 Aniversario. Nuevo Laredo.

- Nortec Collective: Bostich + Fusssible en el Aniversario 419 de la ciudad de San Luis Potosí, con La Gusana Ciega y Plastilina Mosh.

- Nortec Collective: Bostich + Fussible en Six Flags México 18 de febrero de 2012

- Nortec Collective: Bostich + Fussible en el Corona Music Fest de Cholula, Puebla en 3 de marzo de 2012

- Nortec Collective: Bostich + Fussible en el Corona Music Fest de Ecatepec, Estado de México el 17 de marzo de 2012

- Nortec Collective: Bostich + Fussible en el Festival Internacional de Tehuacán, Puebla el 23 de marzo de 2012

- 1.er Festival internacional de culturas indígenas en Ixmiquilpan Hidalgo.

- 2.ª Edición del FINI (Festival Internacional de la Imagen) en Pachuca, Hidalgo. 19 y 20 de abril de 2012

- Nortec Collective: Bostich + Fussible Plaza de Armas Saltillo Coah.  8 de octubre de 2012

- Nortec Collective: Bostich + Fussible Plaza Mayor Torreón, Coahuila 9 de octubre de 2012

- Nortec Collective: Bostich + Fussible Plaza Principal de Monclova Coah. 10 de octubre de 2012
- Nortec Collective: Bostich + Fussible 1.ª Edición del Pa'l Norte Music Festival. Monterrey, Nuevo León. 24 de noviembre de 2012

- Nortec Collective: Bostich + Fussible en el cierre del festival Vive Latino 2013 con la colaboración del vocalista de los Ángeles Azules.

- Nortec Collective: Bostich + Fussible en Cumbre Tajín, Papantla Veracruz 24 de marzo de 2013

- Nortec Collective Presents: Bostich + Fussible en el Neon Desert Music Festival del 2013 en El Paso, Texas
- Nortec Collective Presents: Bostich + Fussible en el Teatro Metropólitan. 20 de julio de 2013. México, D. F.
- Nortec Collective Presents: Bostich + Fussible en el cierre del concierto Juárez N' Vivo en la plaza de la Mexicanidad el 31 de agosto de 2013 en Ciudad Juárez
- Nortec Collective: Bostich + Fussible Parte de la ceremonia inaugural de los Toros de Tijuana de la Liga Mexicana de Béisbol, 5 de abril de 2015

- Feria Internacional Querétaro 2016 el 29 de noviembre de 2016

- Nortec Collective Presents: Bostich + Fussible en el Vive Latino, 14 y 15 de marzo de 2020.